# Corpo negro

À medida que a temperatura diminui, o pico da curva da radiação de um corpo negro se desloca para menores intensidades e maiores comprimentos de onda. O gráfico de emissão de radiação de um corpo negro também é comparado com o modelo clássico de Rayleigh e Jeans

Na Física, um corpo negro é um objeto hipotético que absorve toda a radiação eletromagnética que nele incide: nenhuma luz o atravessa e nem é refletida. Um corpo com essa propriedade, em princípio, não poderia ser visto, daí o seu nome. Apesar disso, corpos negros emitem radiação, o que permite determinar sua temperatura. Em equilíbrio termodinâmico, um corpo negro ideal irradia energia na mesma taxa que a absorve, sendo essa uma das propriedades que o tornam uma fonte ideal de radiação térmica. Na natureza não existem corpos negros perfeitos, já que nenhum objeto consegue ter absorção e emissão perfeitas.
Podemos imaginar uma caixa opaca, com um pequeno buraco. Uma radiação incidente sobre o buraco é refletida seguidamente pelas paredes internas e dificilmente conseguirá sair pelo buraco da caixa mas se aumentássemos a temperatura no interior dessa caixa uma quantidade de radiação sairia pelo buraco, o que demonstra que o corpo negro ao ser aquecido emite luz. Com essa ideia podemos comparar essa caixa opaca a um corpo negro ideal.
Independente da sua composição, verifica-se que todos os corpos negros à mesma temperatura T emitem radiação térmica com mesmo espectro. Do mesmo modo, todos os corpos, com temperatura acima do zero absoluto, emitem radiação térmica. Conforme a temperatura da fonte luminosa aumenta, o espectro de corpo negro apresenta picos de emissão em menores comprimentos de onda, partindo das ondas de rádio, passando pelas micro-ondas, infravermelho, luz visível, ultravioleta, raios X e radiação gama. Em temperatura ambiente (cerca de 300 K), corpos negros emitem na região do infravermelho do espectro. À medida que a temperatura aumenta algumas centenas de kelvins, corpos negros começam a emitir radiação em comprimentos de onda visíveis ao olho humano (compreendidos entre 380 a 780 nanômetros). A cor com maior comprimento de onda é o vermelho, e as cores seguem como no arco-íris, até o violeta, que tem o menor comprimento de onda do espectro visível.
Um bom modelo de corpo negro são as estrelas, como o Sol, no qual a radiação produzida em seu interior é expelida para o universo e consequentemente aquece o nosso planeta. A cor branca do Sol corresponde a uma temperatura superficial da ordem de 5 750 K.
Um corpo negro ideal em equilíbrio térmico possui duas propriedades principais:
1. É um emissor ideal: em cada frequência, ele emite tanta ou mais energia radiante térmica do que qualquer outro corpo à mesma temperatura.
2. É um emissor difuso: medido por unidade de área perpendicular à direção, a energia é irradiada isotropicamente, independentemente da direção.

Materiais reais emitem energia em uma fração — chamada de emissividade — dos níveis de energia de um corpo negro. Por definição, um corpo negro em equilíbrio térmico tem uma emissividade ε = 1. Uma fonte com emissividade menor, independentemente da frequência, é frequentemente chamada de corpo cinza. Construir corpos negros com emissividade o mais próximo possível de 1 continua sendo um tema de interesse atual.
A primeira menção a corpos negros deve-se a Gustav Kirchhoff em 1860, em seu estudo sobre a espectrografia dos gases. Muitos estudiosos tentaram conciliar o conceito de corpo negro com a distribuição de energia prevista pela termodinâmica, mas os espectros obtidos experimentalmente, ainda que válidos para baixas frequências, mostravam-se muito discrepantes da previsão teórica, explicitada pela Lei de Rayleigh-Jeans para a radiação de corpo negro. Uma boa aproximação dos valores para o máximo de emissão para cada temperatura era dado pela Lei de Wien, porém foi Max Planck  que, em 1901, ao introduzir a Constante de Planck, como mero recurso matemático, determinou a quantização da energia, o que mais tarde levou à teoria quântica que, por sua vez, rumou para o estudo e surgimento da mecânica quântica.
Baseada no física clássica, o modelo de Rayleigh-Jeans, que comparado com medidas experimentais possuía resultados aceitáveis para baixas frequências, mas o modelo previa que conforme a temperatura aumentasse a frequência deveria aumentar proporcionalmente, tendendo ao infinito, o que apresentou uma grande incompatibilidade com os resultados experimentais, que diziam que conforme aumentasse a temperatura do corpo, a frequência deveria atingir um pico e em seguida diminuir.
Isso porque, o modelo de Rayleigh-jeans não levava em consideração a conservação de energia, isso explica porque em seu modelo um corpo negro emitiria quantidade letal de radiação apenas por existir e estar a uma temperatura maior que a ambiente. Esse problema ficou conhecido como a Catástrofe do ultravioleta.
Durante muitos anos a física não apresentava uma solução para esse problema, até que Marx Planck (1900), começou seus estudos sobre o corpo negro, antes de Planck, os átomos que compunham os corpos negros poderiam ser vistos como pequenas molas que oscilavam a uma determinada frequência, por qualquer quantidade mínima de energia.
O postulado de Planck afirmava que os corpos negros continuavam sendo formados com osciladores, que absorvem radiação e depois oscilavam com determinada energia, energia essa que obedecendo a Lei de Conservação de Energia, deveria ser a mesma que da radiação emitida. Neste momento os únicos valores de energia possíveis seriam  múltiplos inteiros de um número pequeno, que futuramente ficou conhecido como a quantização de energia.

## Explicação
Experimentalmente, a radiação mais próxima a de um corpo negro ideal é aquela emitida por pequenas aberturas de extensas cavidades. Qualquer luz entrando pela abertura deve ser refletida várias vezes nas paredes da cavidade antes de escapar e, então, a probabilidade de que seja absorvida pelas paredes durante o processo é muito alta, independente de qual seja o material que a compõe ou o comprimento de onda da radiação. Tal cavidade então é uma aproximação de um corpo negro e, ao ser aquecida, o espectro da radiação do buraco (a quantidade de luz emitida do buraco em cada comprimento de onda) é contínuo, e não depende do material da cavidade (compare com espectro de emissão). Por um teorema provado por Kirchhoff, o espectro observado depende apenas da temperatura das paredes da cavidade. A Lei de Kirchhoff nos diz que num corpo negro ideal,  em equilíbrio termodinâmico a temperatura T, a radiação total emitida deve ser igual à radiação total absorvida.
Calcular a curva formada pelo espectro de radiação emitido por um Corpo Negro foi um dos maiores desafios no campo da Física Teórica durante o fim do século XIX. O problema finalmente foi resolvido em 1901 por Max Planck com a Lei de Planck da Radiação de Corpo Negro. Fazendo mudanças na Lei da Radiação de Wien consistentes com a termodinâmica e o eletromagnetismo, ele achou uma fórmula matemática que descrevia os dados experimentais de maneira satisfatória. Para achar uma interpretação física, Planck, então, assumiu que a energia das oscilações na cavidade são quantificadas. Einstein trabalhou em cima desta ideia e propôs a quantificação da radiação eletromagnética em 1905 para explicar o efeito fotoelétrico. Estes avanços teóricos resultaram na substituição do eletromagnetismo clássico pelos quanta (plural de quantum) eletrodinâmicos. Hoje, estes quanta são chamados fótons. Também, isso levou ao desenvolvimento de versões quânticas para a mecânica estatística, chamada estatística de Fermi-Dirac e estatística de Bose-Einstein, cada uma aplicável a classes diferentes de partículas.
O comprimento de onda na qual a radiação é máxima é dada pela Lei de Wien e a potência total emitida por unidade de área é dada pela Lei de Stefan-Boltzmann. Então, a temperatura aumenta, a cor muda de vermelho para amarelo para branco para azul. Mesmo que o pico do comprimento de onda mova-se para o ultravioleta, a radiação continua sendo emitida no comprimento de onda do azul.
A luminosidade ou intensidade observada não é função da direção. Então, um corpo negro é um irradiador de Lambert ideal.
Objetos reais nunca se comportam como corpos negros ideais. A radiação emitida é uma fração do que a emissão ideal deveria ser. A emissividade de um material especifica o quão bem um corpo irradia energia em comparação a um corpo negro. Esta emissividade depende de fatores como temperatura, ângulo de emissão e o comprimento de onda. De qualquer maneira, é comum na engenharia assumir que a emissividade espectral de uma superfície não depende do comprimento de onda, então a emissividade é uma constante. Isso é conhecido como corpo cinza.

## Lei de Stefan ou Lei de Stefan-Boltzmann
Nos seus estudos da radiação de corpo negro Joseph Stefan chegou a seguinte função:
{\displaystyle R={\frac {P}{A}}=\sigma \;T^{4}}
Onde:
{\displaystyle A} = Área de emissão do corpo negro;
{\displaystyle R} = Potência irradiada por unidade de área {\displaystyle \left({\frac {W}{m^{2}}}\right)};
{\displaystyle P} = Potência total irradiada (W);
{\displaystyle \sigma } = {\displaystyle 5,6705\cdot 10^{-8}\;{\frac {W}{m^{2}}}\;K^{4}} — também chamada de constante de Stefan;
{\displaystyle T} = Temperatura (K).
Esta expressão mostra que a potência irradiada por unidade de área varia apenas com a temperatura, ela não depende do material de sua cor entre outras características do corpo. O valor de R também indica a rapidez com a qual o corpo emite energia, por exemplo se a temperatura for triplicada a energia emitida será aumentada ({\displaystyle 3^{4}=81}) vezes ou se for quadruplicada a nova emissão será aumentada ({\displaystyle 4^{4}=256}) vezes. Corpos reais irradiam menos energia por unidade de área que o corpo negro, para calcular a energia irradiada por esses corpos é necessária a inclusão de um parâmetro denominado emissividade ε, a emissividade depende das características do material (cor, composição de sua superfície), seu valor fica entre zero e um.

## Experimento de Lummer e Pringsheim
Em 1899, O. Lummer e E. Pringsheim conduziram uma medição da distribuição R(λ, T) de um corpo negro. O método experimental desenvolvido para determinar essa distribuição consiste no procedimento: um feixe de radiação térmica seguinte de uma pequena abertura encontrado de uma cavidade é direcionado para uma rede de difração, cuja projeção da distribuição é captada por uma tela. Nessa tela, os comprimentos de onda são separados através das características ópticas da difração. Um detector é movido verticalmente ao longo da tela para medir a potência R(λ, T)dλ emitida em intervalos de comprimento de onda λ e λ + dλ. Os valores resultantes de R(λ, T) são então representados em função de λ para diferentes temperaturas T.

## Lei de deslocamento de Wien

O gráfico mostra o deslocamento dos picos de emissão do corpo negro; o produto da temperatura pelo comprimento de onda máximo se mantém constante com valor

A emissão de radiação do corpo negro apresenta uma distribuição espectral que depende apenas da temperatura {\displaystyle T}. Seja {\displaystyle R\left(\lambda \right)d\left(\lambda \right)} a potência emitida por unidade de área compreendida entre {\displaystyle \lambda } e {\displaystyle \lambda +d\lambda }. A figura 2 mostra valores da distribuição espectral {\displaystyle R\left(\lambda \right)} em função de {\displaystyle \lambda _{m}} para muitos valores de {\displaystyle T} entre 3 500 K e 5 500 K.
Foi Wien quem pela primeira vez observou que o comprimento de onda máximo emitido era inversamente proporcional a temperatura do corpo negro e escreveu a equação que recebeu seu nome.
{\displaystyle \lambda _{m}\cdot T=constante=2,898\cdot 10^{-3}\;m\cdot K}.
Onde
{\displaystyle \lambda _{m}} = Comprimento de onda para o qual a emissão por unidade de área é máxima (m).
{\displaystyle T\ } = Temperatura do corpo negro (K).

## Teoria de Planck da radiação de corpo negro
Ao tentar solucionar a discrepância entre a teoria e a experiência, Planck foi levado a considerar a hipótese de uma violação da lei da equipartição da energia sobre o qual a teoria se baseava. Planck supôs que a energia poderia ter apenas certos valores discretos, em vez de qualquer valor, e que os valores discretos fossem uniformemente distribuídos. Isto é, tomou
{\displaystyle E=0,\Delta E,2\Delta E,3\Delta E,4\Delta E,...}
como o conjunto de valores possíveis da energia. Aqui {\displaystyle \Delta E} é o intervalo constante entre valores possíveis sucessivos da energia. Planck supôs também que as energias sucessivas e a frequência da radiação emitida fossem grandezas proporcionais, portanto,
{\displaystyle \Delta E\propto \nu }
Escrito na forma de uma equação em vez de uma proporcionalidade, temos
{\displaystyle \Delta E=h\nu }
onde {\displaystyle h} é a constante de proporcionalidade.
Cálculos posteriores permitiram a Planck determinar o valor da constante {\displaystyle h}, obtendo o valor que ajustava melhor sua teoria aos dados experimentais. O valor obtido por ele estava bem próximo do valor atualmente aceito
{\displaystyle h=6,63\cdot 10^{-34}\;J\cdot s}
Esta constante, muito famosa e corrente na mecânica quântica, é chamada constante de Planck.
A fórmula obtida o permitiu calcular o espectro de corpo negro em total acordo com os resultados experimentais.

### Os corpos negros perfeitos de Kirchhoff
Em 1860, Kirchhoff introduziu o conceito teórico de um corpo negro perfeito, com uma camada de superfície completamente absorvente de espessura infinitesimal. No entanto, Planck apontou algumas restrições severas a essa ideia. Ele identificou três requisitos para um corpo negro: o corpo deve (i) permitir que a radiação entre sem ser refletida; (ii) possuir uma espessura mínima adequada para absorver a radiação incidente e evitar sua reemissão; (iii) cumprir limitações rigorosas quanto à dispersão para impedir que a radiação entre e seja refletida para fora. Como consequência, os corpos negros perfeitos de Kirchhoff, que absorvem toda a radiação que incide sobre eles, não podem ser realizados em uma camada de superfície infinitamente fina e impõem condições de dispersão da luz dentro do corpo negro que são difíceis de satisfazer.

### Postulado de Planck
A contribuição de Planck pode ser colocada na forma do seguinte postulado:
Qualquer ente físico com um grau de liberdade cuja "coordenada" é uma função senoidal do tempo (isto é, executa oscilações harmônicas simples) pode possuir apenas energias totais que satisfaçam a relação {\displaystyle E=nh\nu } onde {\displaystyle \nu } é a frequência da oscilação, {\displaystyle h} uma constante universal e {\displaystyle n} só pode assumir valores inteiros.
A energia do ente que obedece ao postulado de Planck é dita quantizada, os estados de energia possíveis são ditos estados quantizados, e o {\displaystyle n} é dito número quântico.

### Implicações
A ideia de que a energia é quantizada apesar de parecer apenas um truque matemático para explicar os resultados experimentais da radiação de corpo negro, foi fundamental para o desenvolvimento de um dos pilares da física moderna, a mecânica quântica.

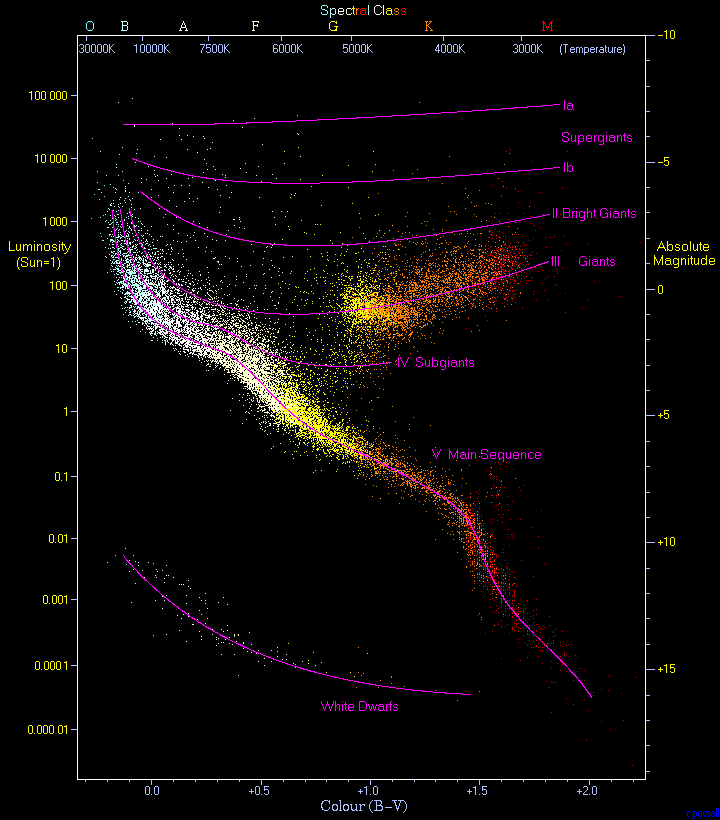
Diagrama de Hertzsprung-Russell. As estrelas são classificadas por cor e luminosidade.

## Exemplos de emissão de corpo negro
As diferentes cores das estrelas são um bom exemplo de corpos com espectros semelhantes ao de um corpo negro. As estrelas mais avermelhadas, como Antares e Betelgeuse, classificadas como tipo M no Diagrama de Hertzsprung-Russell, têm as menores temperaturas superficiais, enquanto as estrelas mais azuladas, como Rigel e Sirius, com classificação O ou B no diagrama H-R, têm temperaturas superficiais bem maiores.
Os materiais que, quando aquecidos, tornam-se incandescentes, também são bons exemplos de como a temperatura de um corpo interfere na sua emissão. Filamentos de lâmpadas incandescentes e uma barra de ferro aquecida são objetos presentes no cotidiano que emitem radiação com espectro próximo ao de um corpo negro

### Buracos negros

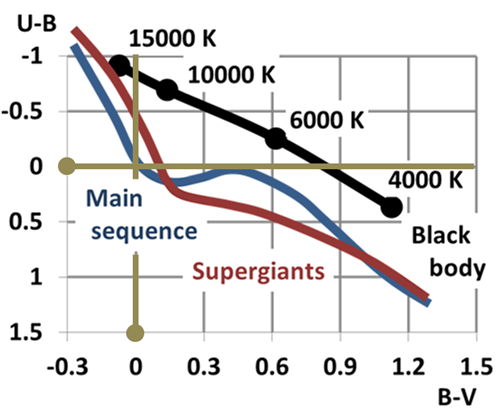
Temperatura efetiva de um corpo negro comparada com os índices de cor B-V e U-B de estrelas da sequência principal e super gigantes, no que é chamado de diagrama cor-cor.

Um buraco negro é uma região do espaço-tempo da qual nada pode escapar. Ao redor de um buraco negro, existe uma superfície matematicamente definida chamada horizonte de eventos, que marca o ponto sem retorno. É chamado de "negro" porque absorve toda a luz que atinge o horizonte, refletindo nada, tornando-o quase um corpo negro ideal (radiação com comprimento de onda igual ou maior que o diâmetro do buraco pode não ser absorvida, por isso buracos negros não são corpos negros perfeitos).Os físicos acreditam que, para um observador externo, os buracos negros têm uma temperatura diferente de zero e emitem radiação de corpo negro, uma radiação com um espectro quase perfeito de corpo negro, eventualmente se evaporando. O mecanismo dessa emissão está relacionado às flutuação quântica de vácuo, onde um par de partícula virtual é separado pela gravidade do buraco, com um membro sendo sugado para o buraco e o outro sendo emitido. A distribuição de energia dessa emissão é descrita pela lei de Planck com uma temperatura T.
{\displaystyle T={\frac {\hbar c^{3}}{8\pi Gk_{\text{B}}M}}\ ,}
onde c é a velocidade da luz, ℏ é a constante reduzida de Planck, kB é a constante de Boltzmann, G é a constante gravitacional universal e M é a massa do buraco negro. Essas previsões ainda não foram testadas nem observacionalmente nem experimentalmente.

## Resfriamento radiativo

Gráficos log-log do pico comprimento de onda de emissão e da exitância radiante em função da temperatura de corpo negro – setas vermelhas mostram que corpos negros a 5780 K possuem comprimento de onda de pico de 501 nm e exitância radiante de 63,3 MW/m².

A integração da Lei de Planck em todas as frequências fornece a energia total por unidade de tempo e por unidade de área de superfície irradiada por um corpo negro mantido a uma temperatura T, conhecida como Lei de Stefan–Boltzmann:
{\displaystyle P/A=\sigma T^{4}\ ,}
Onde σ é a Constante de Stefan–Boltzmann, σ = 5.670374419...×10−8 W⋅m−2⋅K−4 . Para permanecer em equilíbrio térmico a uma temperatura constante T, o corpo negro deve absorver ou gerar internamente essa quantidade de potência P sobre a área A dada.
O resfriamento de um corpo devido à radiação térmica é frequentemente aproximado usando a lei de Stefan-Boltzmann, complementada com a emissividade de um "corpo cinza" emissividade ε ≤ 1 (P/A = εσT4). A taxa de diminuição da temperatura do corpo emissor pode ser estimada a partir da potência irradiada e da capacidade térmica do corpo. Essa abordagem é uma simplificação que ignora os detalhes dos mecanismos de redistribuição de calor (que podem incluir mudanças na composição, transição de fase ou reestruturação do corpo) que ocorrem no interior do corpo enquanto ele esfria. Além disso, assume que, a cada momento no tempo, o corpo é caracterizado por uma única temperatura. Ela também ignora outras possíveis complicações, como mudanças na emissividade com a temperatura,  e o papel de outras formas de emissão de energia que possam ocorrer simultaneamente, como a emissão de partículas, por exemplo, neutrinos.

Se um corpo emissor quente for assumido como obedecendo à lei de Stefan-Boltzmann, e sua potência de emissão P e temperatura T forem conhecidas, essa lei pode ser usada para estimar as dimensões do objeto emissor, pois a potência total emitida é proporcional à área da superfície emissora. Dessa forma, descobriu-se que os pulsos de raios-X observados por astrônomos se originam em estrelas de nêutrons com um raio de aproximadamente 10 km, e não em buracos negros, como inicialmente conjecturado. Uma estimativa precisa do tamanho exige algum conhecimento sobre a emissividade, especialmente sua dependência espectral e angular.